# کنترل-آلت-دیلیت (فیلم)
«کنترل-آلت-دیلیت» (انگلیسی: Control Alt Delete (film)) فیلمی در ژانر کمدی است.